# 藤原茜
藤原 茜（ふじわら あかね、1987年7月18日 - ）は、日本のプロボクサー、フィットネスインストラクター、実業家である。ワタナベボクシングジム所属。Rubia代表。千葉県市川市出身。現WBOアジアパシフィックフェザー級王者。第6代女子日本フェザー級王者。

## 来歴
元々スポーツテストで学年1位を取るくらい運動が得意で、日体大進学後に教員免許を取得。小学生時代は水泳、陸上競技、体操競技に取り組み、中学から大学まではバレーボールに打ち込んでいた。卒業後はコンサルタント会社に就職も3ヶ月で退職し、スポーツトレーナーとして大手フィットネスクラブで数か所勤務した後にパーソナルトレーナーとして独立。2012年10月にフィットネスファスティング協会の設立に参画。ファスティングや栄養のセミナーを毎月200人以上の方に行い、ファスティングブームのきっかけを作り、2014年には著書も出版する。

### プロボクサー
27歳の時に師匠がトレーニング指導する和氣慎吾の試合を観戦したのを機にボクシングを始める。和氣からの紹介でワタナベジムに入門。当初は2020年東京オリンピックを目指しアマチュアで活動していたが、「年齢を考えると、もし東京五輪に出られないからと辞めてしまったらもったいない」とプロ転向を決断。
2017年12月4日、後楽園ホールにて田中智沙戦でプロデビューするが、0-2判定負け。
2018年4月17日、阿比留通子戦でプロ初勝利。
2018年9月4日、関和由梨を4回KOで降しプロ初KO。
2018年11月20日、島野りーみんに2-0判定勝利で3連勝。
2019年8月27日、スパンサー・ポーオンに2回TKO勝利で4連勝。
2019年10月30日、デビュー戦で敗れた田中智沙に3-0判定で勝利しリベンジ成功。
2022年6月16日、初のタイトル挑戦として三好喜美佳が持つ日本フェザー級王座に挑戦するが、 1-1（55-59、58-56、57-57）の判定で引き分けとなり初タイトルならず
2022年12月1日、WBO女子アジア太平洋スーパーバンタム級王座決定戦としてイェスゲン・オユンツェツェグと対戦したが、0-2（76-76、73-79、72-80）の判定で敗れまたしてもタイトル獲得ならず。
2023年6月4日、アリーナ立川立飛にて東洋太平洋バンタム級王者菊池真琴との女子東洋太平洋スーパーバンタム級王座決定戦に挑むが、1-2判定で敗れ3戦連続でタイトルを逃す。
2024年4月1日、後楽園ホールにて日本女子フェザー級タイトルマッチとして三好喜美佳との再戦に臨み、2-0（58-56×2、57-57）で勝利し、4試合連続の挑戦で初タイトルを獲得した。
2024年7月31日、日本女子フェザー級王座初防衛戦として若狭与志枝を迎え撃つが、0-3（55-59×3）の判定で王座陥落。
2024年10月13日、横浜武道館にて行われた「TREASURE BOXING PROMOTION 7」にてタンチャノック・ファナンとのWBOアジアパシフィック女子フェザー級王座決定戦に臨み、3-0判定でアジアタイトル獲得。
2025年3月29日、ドイツ・フレンスブルクのデューッチェス・ハウス・フレンスブルクにてJBC非公認のWBF女子世界スーパーフェザー級タイトルマッチとして王者のララ・オッホマンに挑戦。しかし、0-3判定で敗れ王座獲得からず。
2025年8月19日、約1年ぶりとなる後楽園ホールにてノッパケート・スリサワース相手に再起戦ならびに女子フェザー級6回戦を行う予定。

### 実業家として
ボクシングを始めるのと同時期に浦安市にてグルテンフリースイーツ専門店「RUBIA」を開店。

## 人物・エピソード
- 大学の同期に同門の東洋太平洋女子フライ級王者であるチャオズ箕輪がいる。

## 戦績
- プロ：14戦 8勝 3KO 5敗 1分

| 戦           | 日付           | 勝敗 | 時間    | 内容     | 対戦相手                       | 国籍     | 備考                                                  |
| ------------ | -------------- | ---- | ------- | -------- | ------------------------------ | -------- | ----------------------------------------------------- |
| 1            | 2017年12月4日  | ★    | 4R      | 判定 0-2 | 田中智沙（勝又）               | 日本     | プロデビュー戦                                        |
| 2            | 2018年4月17日  | ☆    | 4R      | 判定 2-0 | 阿比留通子（世田谷オークラ）   | 日本     |                                                       |
| 3            | 2018年9月4日   | ☆    | 4R 0:44 | KO       | 関和由梨（エディタウンゼント） | 日本     |                                                       |
| 4            | 2018年11月20日 | ☆    | 2R      | 判定 2-0 | 島野りーみん（TEAM10COUNT）    | 日本     |                                                       |
| 5            | 2019年8月27日  | ☆    | 2R 0:16 | TKO      | スパンサー・ポーオン           | タイ     |                                                       |
| 6            | 2019年10月30日 | ☆    | 4R      | 判定 3-0 | 田中智沙（勝又）               | 日本     |                                                       |
| 7            | 2022年6月16日  | △    | 6R      | 判定 1-1 | 三好喜美佳（川崎新田）         | 日本     | 日本女子フェザー級タイトルマッチ                      |
| 8            | 2022年12月1日  | ★    | 8R      | 判定 0-2 | イェスゲン・オユンツェツェグ   | モンゴル | WBO女子アジアパシフィックスーパーバンタム級王座決定戦 |
| 9            | 2023年6月4日   | ★    | 8R      | 判定 1-2 | 菊池真琴（石川）               | 日本     | OPBF女子東洋太平洋スーパーバンタム級王座決定戦        |
| 10           | 2024年4月1日   | ☆    | 6R      | 判定 2-0 | 三好喜美佳（川崎新田）         | 日本     | 日本女子フェザー級王座決定戦                          |
| 11           | 2024年7月31日  | ★    | 6R      | 判定 0-3 | 若狭与志枝（花形）             | 日本     | 日本王座陥落                                          |
| 12           | 2024年10月13日 | ☆    | 8R      | 判定 3-0 | タンチャノック・パナーン       | タイ     | WBO女子アジアパシフィックフェザー級王座決定戦         |
| 13           | 2025年3月29日  | ★    | 10R     | 判定 0-3 | ララ・オッホマン               | ドイツ   | WBF女子世界スーパーフェザー級タイトルマッチ           |
| 14           | 2025年8月19日  | ☆    | 4R 1:30 | TKO      | ノッパケート・スリサワース     | タイ     |                                                       |
| テンプレート |                |      |         |          |                                |          |                                                       |

## 獲得タイトル
- 第6代女子日本フェザー級王座（防衛0）
- 第2代WBOアジアパシフィック女子フェザー級王座（防衛0）

## 著書
- 究極のデトックス ファスティングダイエット（インプレス：2014年）

## 出演

### Web映画
- ナックルガール（2023年11月2日 - 、Amazon Prime Video） - 鹿王院幸子 役[INS 5]